# Club Deportivo Colegio Los Leones de Quilpué
El Club Deportivo Colegio Los Leones de Quilpué es un club deportivo profesional de básquetbol de Chile, que juega en la Liga Nacional, la más alta categoría del básquetbol chileno.
El club fue creado en 2009, haciendo su ingreso a la liga en el año 2011, para participar en la Liga Nacional, en la temporada 2011-12
El club además ha participado en 5 ediciones de la Liga de las Américas (2012,2014,2015,2016 y 2017) siendo el club chileno con más participaciones en es certamen continental.
También se destaca sus 4 participaciones en la Liga Sudamericana de Clubes (2018,2019,2022 y 2023).
Como campeón participó en Basketball Champions League Americas 24-25
Logra su primer campeonato de Liga Nacional en año 2024

## Historia

### Inicios
El Club Deportivo Colegio Los Leones, fundado y reconocido por Chiledeportes en 2009, comenzó con la participación en la Liga Escolar de Quilpué, en las categorías inferiores, finalizando en el segundo lugar de la comuna.
Luego de eso, se inscribió en la Asociación de Básquetbol de Viña del Mar, compitiendo con clubes de más de 75 años de vida. En la categoría "Infantil" se obtuvo el tercer lugar, terminando por encima de clubes con mucha historia dentro de la ciudad.

### Debut en Liga Nacional
Los Leones iniciaron su participación profesional en la Liga Nacional en la temporada 2011-12, siendo parte de la Zona Norte de ésta. Finalizaron en la 4° posición del grupo, con 28 puntos producto de 10 triunfos de 8 derrotas. En la Fase Nacional realizó una excelente campaña, terminando en la primera posición y clasificando a los Play-offs. 
En esa fase quedó emparejado con Boston College, perdiendo la serie por un global de 3-0.

### 2012-13: Internacional
El año 2012 comenzó con la primera participación internacional de Los Leones: la Liga de las Américas. La versión del año dejó al club en el grupo D, junto con Bauru, Quimsa y Uniceub BRB. Finalizó en la última posición del grupo, quedando eliminado.
Posteriormente en la Libcentro 2012 el club haría su mejor campaña en el torneo, al alcanzar la final de la Liga. Los felinos cayeron en la definición a 5 partidos ante Boston College por un marcador de 3-1 en contra, perdiendo los 2 últimos partidos en condición de local.
Ya en la liga 2012-13 el club realiza una gran campaña, donde termina segundo en la Zona Norte. En la Fase Nacional finaliza 5°, siendo eliminado del torneo.

### 2013-14
En la temporada 2013-14 logra una vez más llegar a la Fase Nacional, al ubicarse como 4° clasificado de la Zona Norte. Termina sexto en la tabla, sin poder clasificar a los play-offs.
En la Liga de las Américas 2014 queda emparejado en el grupo D, con Capitanes de Arecibo, Flamengo y Mavort. En cuadrangular, jugado en Quito, Los Felinos sorprendieron al local Mavort por un inesperado 90-100, consiguiendo su primer triunfo internacional. En la siguiente fecha enfrentó a los Capitanes de Arecibo cayendo por 90-104, y cerraron su participación con un estrepitoso 116-80 propinado por Flamengo.

### 2014-15
En la temporada 2014-15 se logra ubicar segundo en la fase nacional con 16 victorias y 6 derrotas, ya en los play off, en cuartos de final logra derrotar a Osorno basketbol y pierde las semifinales con deportes castro en el quinto partido jugado de local, disputando la Ligas de las Américas antes de dicho encuentro.
Las damas, por su parte, fueron a la Liga Sudamericana de Ecuador, donde ganaron su serie y dieron el gran batacazo del certamen, tras derrotar al poderoso tricampeón brasileño, Americana, que contaba con seleccionadas que estuvieron en los Juegos Olímpicos de Río.

### 2016
El año partió con la cuarta participación en la Liga de las Américas (en República Dominicana), hasta que llegó el Final Four de la Libcentro 2016, en septiembre, donde Los Leones se consagró como el mejor quinteto del certamen. Las alegrías no pararon y, luego de ganar la Copa Chile, que enfrentó a los dos mejores equipos del centro y a los dos más destacados del sur, obtuvo los pasajes a la Liga de las Américas 2017, en México, demostrando que el club estaba para grandes cosas y que no le pesaba el cartel de ser uno de los referentes del baloncesto nacional. Así se cerró un 2016 plagado de éxitos.

## Jugadores

### Plantilla 2025

#### Jugadores con doble nacionalidad
- Mijares, Sergio
- Allegrini, Agustín
- Lugo, Eduardo